# ヴァンフォーレ山梨スポーツクラブ
株式会社ヴァンフォーレ山梨スポーツクラブ（ヴァンフォーレやまなしスポーツクラブ）は、山梨県甲府市北口に本社を置く、日本プロサッカーリーグ（Jリーグ）・ヴァンフォーレ甲府の運営を行う会社。

## 概要
旧JFLに所属していた甲府サッカークラブは親会社を持たない市民クラブチームであるが、Jリーグ参入にあたりクラブの法人が義務付けられていたため、山梨県内の地方公共団体と個人・法人の共同出資によって1997年に設立された。
オフィスが山梨文化会館別館に入居する、歴代の代表取締役や複数名の非常勤取締役をグループ内から送り込むなど、リソースの面で山日YBSグループ（山梨日日新聞や山梨放送などから成る企業グループ）との関わりが深いが、山日YBSグループはヴァンフォーレ山梨スポーツクラブをグループ企業の一員としてカウントしておらず、一定の独立性を保っている。また、地方公共団体が共同出資していることから第三セクターとも捉えられるが、非常勤取締役に前甲府市長の宮島雅展が名を連ねる程度で、行政による経営への直接的関与はほとんど見られない。収益は純粋にクラブ運営にかかる収入のみで成り立っており（実業団発祥のクラブに見られるような親会社等による損失補填がない）、海野一幸が代表取締役に就いた2001年以降は基本的に単年度黒字を計上し続けている。

## 商標権に関する問題
1997年（平成9年）2月、当時アマチュアチームだったヴァンフォーレ甲府（旧・甲府サッカークラブ）がプロリーグ参入を目指し、運営会社を「ヴァンフォーレ山梨スポーツクラブ」として法人化するに当たり、旧クラブの代表者である元監督が運営会社の初代社長となったに深澤孟雄に対し「営業権の買い取り」を申し入れた。この際、商標権の名義人が元監督にあったことから、運営会社は旧クラブの債務の年間利息に相当する年1000万円を商標使用料として元監督に支払う契約を締結。このときに「将来、運営会社に商標権を買う余力ができたら、運営会社が商標権を2億4800万円で購入するように努力する」旨の一文が盛り込まれた。
運営会社は商標権使用料について支払いを続けてきたが、社内で商標権買い取りについて議論されたことはなく、これに業を煮やした元監督が2009年（平成21年）12月に元監督が「商標権を違法使用している」として、商標の使用差し止めと営業権の売買代金の支払いまたは損害賠償を求めて東京地方裁判所に提訴した。運営会社側はこの一件が報じられた2011年（平成23年）1月22日にプレスリリースを発表。「契約した営業権料からこれまで支払ってきた使用料を差し引いた残額を提示したが元監督側が受け入れなかった」「ロゴは支援する会が作成したもので、当時（1995年、平成7年）は法人化されていなかったので会長だった元監督の名義で登録したに過ぎない」「そもそも元監督は契約の時点で当社の取締役であり、商法に規定されている取締役会で承諾されていないので契約書は無効」と反論している。
報道から約8ヶ月後の2011年（平成23年）8月に元監督は逝去したが、裁判は継続された。
2012年（平成24年）7月4日の弁論準備手続きで東京地方裁判所は両者に対し「商標権の譲渡代金及び今後元監督（旧クラブ）が一切の権利を主張しない事の和解金として運営会社が1億2000万円を支払う」旨の和解勧告を出した。2014年（平成24年）2月18日に正式に和解されたことが公式で発表されている。
なお、これに関して甲府側の弁理士が2009年（平成21年）に元監督が名義人として保有していたロゴやエンブレムの商標権を無断で抹消、元監督がそれに気づいて2010年（平成22年）に運営会社と弁理士に対して提訴していたことも発覚した。弁理士は「実質チームの所有と考え、自分の一存で消した」と認め、同年10月に和解したため元監督は無断抹消に関しての提訴は取り下げている。

## 沿革
- 1997年（平成9年）
  - 2月7日 - 株式会社 ヴァンフォーレ山梨スポーツクラブ設立。設立時の資本金は3億3,500万円。
  - 12月11日 - 日本プロサッカーリーグ参加が正式決定。
- 1999年（平成11年） - 日本プロサッカーリーグ正会員（J2会員）参入。
- 2000年（平成12年）11月 - ヴァンフォーレ甲府経営危機問題が発生。
- 2001年（平成13年）
  - 2月 - 海野一幸が社長に就任。
  - 12月 - 会社設立以来初の単年度黒字となり、来年度以降の存続が決定。
- 2004年（平成16年） - 株主追加による資本増加を実施。
- 2006年（平成18年）
  - 2月 - 事務所を現在地へ移転。
  - 12月 - 債務超過解消が報告される。
- 2008年（平成20年）10月 - ゼネラルマネージャー (GM) として佐久間悟が就任。
- 2011年（平成23年）1月 - ヴァンフォーレ甲府商標権問題が発覚。
- 2012年（平成24年）3月 - 海野一幸を代表取締役会長、輿水順雄を代表取締役社長にする人事を発表[10]。
- 2018年（平成30年）3月 - 輿水順雄が代表取締役社長を退任し取締役エグゼクティブアドバイザーに、専務取締役の藤原弘が代表取締役社長に昇任、GM兼副社長の佐久間悟が代表取締役GMに昇任する人事を発表[11][12]。
- 2020年（令和2年）3月 - 海野一幸が取締役会長を退任し最高顧問に、輿水順雄が取締役エグゼクティブアドバイザーを退任しエグゼクティブアドバイザーになる人事を発表[13]。
- 2021年（令和3年）3月 - 藤原弘が代表取締役社長を退任し取締役顧問に（2022年3月退任）、佐久間悟が代表取締役社長に昇任する人事を発表[14][15]。

## 歴代社長
| 代数  | 名前     | 在任期間                      | 略歴                                   | 後職（太字は現職）                                                          |
| ----- | -------- | ----------------------------- | -------------------------------------- | --------------------------------------------------------------------------- |
| 初代  | 深澤孟雄 | 1997年2月7日 - 2001年1月31日  | 高校教師 山梨県サッカー協会副会長      |                                                                             |
| 第2代 | 海野一幸 | 2001年2月1日 - 2012年2月29日  | 山梨放送取締役 アドブレーン取締役      | 同社最高顧問 一般社団法人ヴァンフォーレスポーツクラブ代表理事               |
| 第3代 | 輿水順雄 | 2012年3月1日 - 2018年3月28日  | 山日YBSグループ総務局長                | 同社エグゼクティブアドバイザー 一般社団法人ヴァンフォーレスポーツクラブ理事 |
| 第4代 | 藤原弘   | 2018年3月29日 - 2021年3月29日 | 山梨日日新聞編集局長                   |                                                                             |
| 第5代 | 佐久間悟 | 2021年3月30日 - 現職          | ヴァンフォーレ甲府ゼネラルマネージャー | （現職）                                                                    |